# Hôtel de préfecture de Saône-et-Loire
L'Hôtel de préfecture de Saône-et-Loire  est un édifice abritant le siège de la préfecture du département de Saône-et-Loire. Il est situé à Mâcon, la préfecture du département, à proximité de l'ancienne cathédrale Vieux-Saint-Vincent et du Pont Saint-Laurent.

## Historique
Le Palais épiscopal, dû à l'initiative des évêques Gaspard Dinet et Louis Dinet, est construit entre 1618 et 1631. Lors de la Révolution française le palais est mis en vente, comme bien national. Le 9 mai 1791 l'Assemblée nationale donne l'autorisation au Directoire de Saône-et-Loire de l'acquérir afin d'y installer son administration. Dans les années 1830 les locaux sont trop restreints pour accueillir les services. Le préfet décide d'une extension. En 1838 est construite une aile nord au bâtiment existant. De nouveaux agrandissements sont réalisés à partir de 1856.  Mais de ces adjonctions résulte un ensemble incohérent. Une première étude d'ensemble est confiée, en 1861, à l'architecte départemental André Berthier. Son projet est rejeté mais celui de son successeur, Jossier,, comprenant des démolitions et la construction d'un nouveau bâtiment est adoptée. C'est l'architecte Dominique qui signe, en 1863, le projet définitif.  Les travaux, confiés à l'entreprise mâconnaise Georges André, débute en février 1865. Le coût prévu est de 346 427,93 F. La réception définitive a lieu le 8 octobre 1868.

## Description

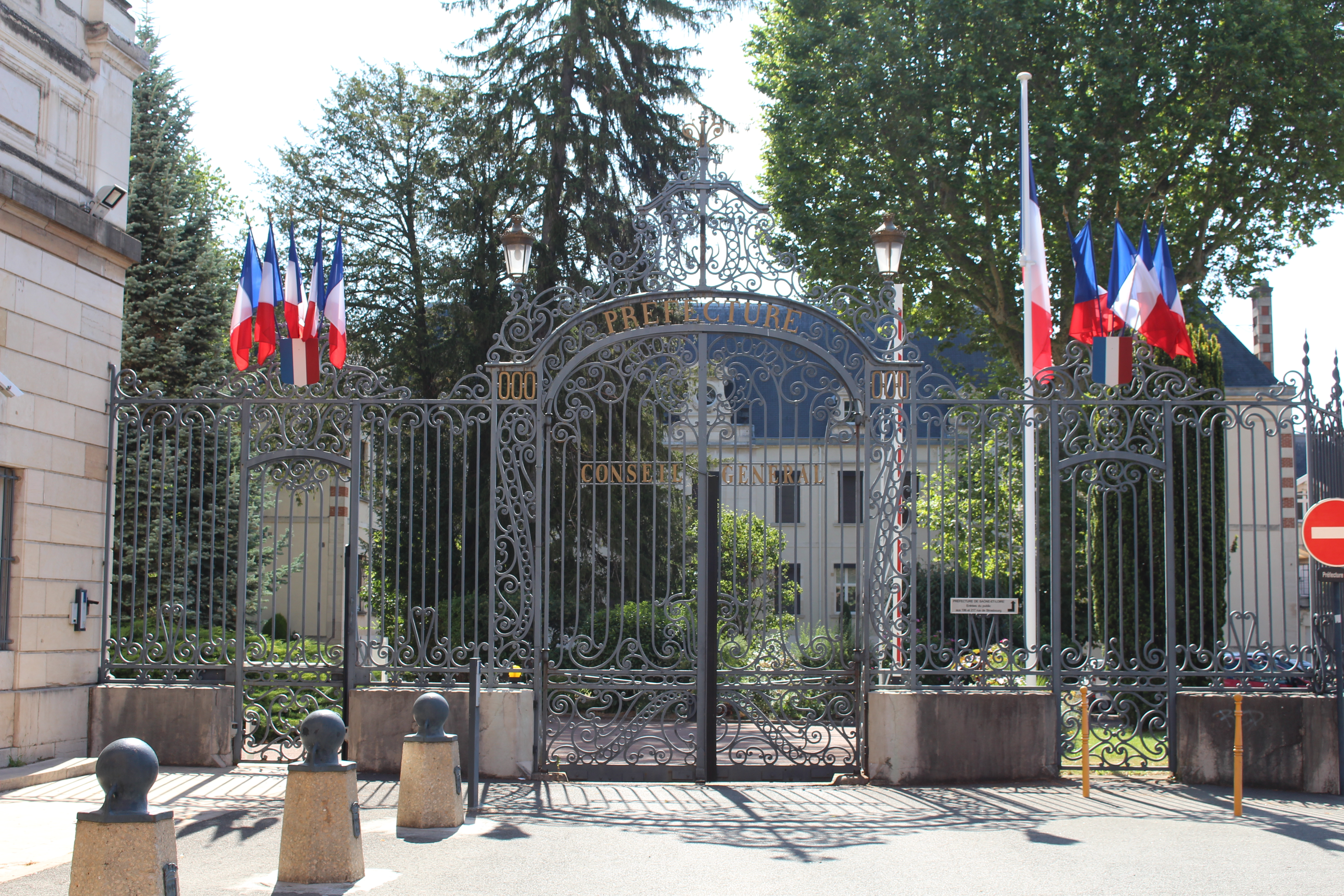
Le portail et l'Hôtel de préfecture en arrière plan

Le bâtiment comprend les bureaux de l'administration et l'Hôtel de préfecture proprement dit.  
Les bureaux occupent une construction symétrique, ouverte sur la ville basse, précédée d'un jardin. L'accès donne sur un vaste hall et un escalier permettant d'accéder aux étages où sont les services.  
L'Hôtel et ses salons sont situés à l'opposé de l'entrée des bureaux. L'accès a lieu à partir d'une grande grille d'entrée. Le bâtiment a deux niveaux.  
Au nord est située l'ancienne salle des fêtes (devenue salon Érignac), ornée d'une cheminée monumentale, et au sud les appartements ainsi que la construction de jonction avec le bâtiment des bureaux.